# Ecnomina thinotes
Ecnomina thinotes är en nattsländeart som beskrevs av Arturs Neboiss 1978. Ecnomina thinotes ingår i släktet Ecnomina och familjen trattnattsländor. Inga underarter finns listade i Catalogue of Life.